# Fontarón
Fontarón é um paróquia da Espanha, no município de Becerreá, província de Lugo, comunidade autónoma da Galiza, com população de 46 habitantes em 2018.